# Arvo Kuusla
Arvo Kuusla (19 de abril de 1907 – 24 de junio de 1960) fue un actor teatral y cinematográfico finlandés.

## Biografía
Su nombre completo era Arvo Armas Granlund, y nació en Pyhäjärvi Vpl, un municipio que en la actualidad forma parte de Rusia. 
También con labores de gestión en la productora cinematográfica Suomen Filmiteollisuus, Arvo Kuusla tuvo una larga carrera como actor teatral y cinematográfico. Entre sus películas figuran Vaimoke (1936), Seitsemän veljestä (1939), SF-paraati (1940), Loviisa - Niskavuoren nuori emäntä (1946), Pekka Puupää kesälaitumilla (1953), Majuri maantieltä (1954), Hei, rillumarei! (1954), Tuntematon sotilas (1955), Pekka ja Pätkä pahassa pulassa (1955), Kiinni on ja pysyy (1955), Pikku Ilona ja hänen karitsansa (1957), Pekka ja Pätkä ketjukolarissa (1957), Pekka ja Pätkä Suezilla (1958) y Komisario Palmun erehdys (1960), su última producción cinematográfica.
Además, Kuusla había formado parte del elenco del teatro de revistas Punainen Mylly desde la década de 1940 hasta su muerte.
Arvo Kuusla falleció en Helsinki, Finlandia, en 1960. Había estado casado con la actriz Irja Kuusla desde 1931. Fueron hijos de la pareja el actor Matti Kuusla y el director de fotografía Mauno Kuusla. 